# 2sleepy
На́дто Со́нна — український музичний гурт, що грає в жанрі Bedroom Pop.

## Склад
- Всеволод «Darthfader» Солнцев — вокал, клавішні, програмування
- Юрко «Dorialan» Марченко — гітара, клавішні, бек-вокал
- Андрій «Параноїд» Прокопенко —драм-машинка, програмування, вокал

## Історія
Історія «Надто Сонної» розпочалася у Києві взимку 2005 року, коли двоє друзів, Андрій «Paranoid» Прокопенко (драм-машинка, програмування, вокал) і Юрко «Dorialan» Марченко (гітара, клавішні, бек-вокал), вирішили об'єднати свої зусилля у створенні музики і безкоштовно розповсюджувати її в Інтернеті. Їхні перші треки були створені під впливом Bjork і Nine Inch Nails за допомогою комп'ютерних програм у домашніх умовах.
Назва колективу народилася зі спонтанної фрази: «…не сьогодні, я вже надто сонна…». Агресивні електронні текстури нарівні з тендітними та зворушливими мелодіями сподобалися багатьом і група швидко завоювала вуха українських (і не лише) меломанів.
Реалізовувати всі творчі ідеї вдвох групі ставало все складніше, склад вимагав розширення. Тому спочатку в складі Надто Сонна на концертах з'являвся басист команди Інкунабула Юрко Козій.
Восени 2006 вийшов дебютний альбом «Fragments Of Sleep» на австрійському лейблі Laridae, і група дала свій перший концерт разом із групою Nimb, що зібрав, на подив музикантів, повний зал музичного супермаркету «Музторг».
Наступний виступ також відбувся з групою Nimb за підтримки VJ team PDTA і називався «Чорно-білі сни», тому що виступ супроводжував чорно-білий відеоряд.
Взимку 2007 змінюється склад групи. Досвід з басистом виявився досить вдалим — але Юркові необхідно було приділяти більше часу власній групі, тому на зміну йому прийшов Всеволод Darthfader Солнцев (вокал, клавішні, програмування). Із Севою група за 2 тижні підготувала сольну програму й дала концерт у київському клубі «Бочка» і розпочала запис нового альбому.
У той час, як «Надто Сонна» працювала над своїми піснями, восени 2007 року, вийшов новий альбом «Ищу Друга» групи «...и Друг Мой Грузовик», на 5 піснях якого, «Надто Сонна» встигла ще рік назад експериментувати, шуміти і привнести свій внесок у загальне звучання треків.
Для запису наступного альбому, «Надто Сонна» перетворила спальню в маленьку студію звукозапису, визнавши, що це найкраще місце для написання їхньої сонної музики. Зведення та мастеринг відбувалися на CTS-Records, студії техно продюсера Sergio Mega. Протягом цього часу музиканти дозволили собі відволіктися лише двічі — виступивши на фестивалі експериментальної електронної музики «Деталі звуку» і відігравши концерт разом з російською зіркою Дельфіном і київською командою «Німб».
Новий альбом, що отримав назву «Art Fraud», був випущений на території України 25 квітня 2008 у форматі CD за підтримки продюсерського центру Esthetic Music. Він наочно проілюстрував еволюцію групи: на зміну пронизливому цифровому звуку прийшла тепла романтична електроніка в дусі Au Revoir Simone і Notwist, наповнена неквапливим рокотом вінтажних драм-машинок і аналогових синтезаторів.
На своїх концертах «Надто Сонна» принципово грають живцем, використовуючи цілий арсенал музичних інструментів — синтезатори, семплери, ефектори і гітару.
23 листопада 2011 року на своєму офіційному вебсайті гурт заявив про припинення концертної діяльності на деякий час з метою роботи над новим альбомом та можливого зміну формату гурту і навіть назви.

## Дискографія
2006 — Fragments of sleep
1. sleepy
2. urban
3. blade-thoughts
4. can't breathe
5. chamber music
6. actually alone — my marble god
7. and my friend truck — locking
8. sum#2
9. flashback: positive
10. actually alone — letters
11. sweet dreams
12. close so far
13. 0:00

2008 — Art Fraud
1. trip
2. happy
3. clock myself
4. turn back
5. the fog
6. musicbox
7. on the highest mountain
8. i hate u
9. never can tell
10. cab's back sit
11. rainy day
12. miss galaxy

2013 — Перекоп

Звукова доріжка до відреставрованої копії класичного фільму Івана Кавалерідзе «Перекоп» (1930) 

2018 — For The Next Day
1. Pentaphonica
2. 16th Floor
3. Let Me In
4. Logs
5. A Driver For The Night
6. The Simplifier
7. Heartache
8. Two Suns
9. Lava Field
10. Juxtaposition
11. Post Emotions
12. Honey Eats The Bees